# Võ Trần Nhã
Võ Trần Nhã (27 tháng 5 năm 1931 – 17 tháng 5 năm 2002) bút danh Lê Văn Rừng, Lê Minh Cảnh, là một nhà văn cách mạng Việt Nam, nguyên biên tập viên của Tạp chí Văn nghệ Quân đội và Văn nghệ Quân Giải phóng, Hội viên Hội Nhà văn Việt Nam.

## Tiểu sử
Võ Trần Nhã, sinh ngày 27 tháng 5 năm 1931 tại xã Mỹ Nhơn, huyện Ba Tri, tỉnh Bến Tre. Ông tham gia thiếu sinh quân từ sớm và liên tục phục vụ trong quân đội từ năm 1946. Một số tác phẩm của ông:
- Lá thư ấp Bắc (truyện ký, 1972, OCLC 31592575)[5]
- Những người ở Rạch Gầm (tiểu thuyết)[6]
- Những con người thép ấp Bắc (truyện ký, 1971)[7]
- Trên vành đai Bình Đức (ký sự, 1973, 1976, OCLC 220201077)[8]
- Người con gái Nam Bộ cầm súng (truyện ký, 1983, OCLC 579223109)[9]
- Bà Đại tá (hồi ký, 1988, OCLC 967416790)[10]
- Một gia đình ở Sài Gòn (tiểu thuyết, 1989, OCLC 25131770)[10]
- Người được nhiều người biết đến (tiểu thuyết, 1991)[10]
- Gửi người đang sống: Lịch sử Đồng Tháp Mười (1993, OCLC 603874835)[11]